# Súper Rugby 2009
El Super 14 2009 fue la decimocuarta edición del torneo hoy llamado Super Rugby, que es disputado por equipos de Australia, Nueva Zelanda y Sudáfrica.

## Clasificación
- 4 puntos por ganar.
- 2 puntos por empatar.
- 1 punto bonus por perder por siete puntos o menos.
- 1 punto bonus por anotar cuatro o más tries en un partido.

| Pos. | Equipo      | PJ | Gan | Emp | Per | PaF | PeC | Dif  | BP | Pts |
| ---- | ----------- | -- | --- | --- | --- | --- | --- | ---- | -- | --- |
| 1    | Bulls       | 13 | 10  | 0   | 3   | 338 | 271 | +67  | 6  | 46  |
| 2    | Chiefs      | 13 | 9   | 0   | 4   | 338 | 236 | +102 | 9  | 45  |
| 3    | Hurricanes  | 13 | 9   | 0   | 4   | 380 | 279 | +101 | 8  | 44  |
| 4    | Crusaders   | 13 | 8   | 1   | 4   | 231 | 198 | +33  | 7  | 41  |
| 5    | Waratahs    | 13 | 9   | 0   | 4   | 241 | 212 | +29  | 5  | 41  |
| 6    | Sharks      | 13 | 8   | 0   | 5   | 282 | 239 | +43  | 6  | 38  |
| 7    | Brumbies    | 13 | 8   | 0   | 5   | 311 | 305 | +6   | 6  | 38  |
| 8    | Force       | 13 | 6   | 1   | 6   | 328 | 275 | +45  | 10 | 36  |
| 9    | Blues       | 13 | 5   | 0   | 8   | 339 | 369 | −30  | 12 | 32  |
| 10   | Stormers    | 13 | 5   | 0   | 8   | 235 | 249 | −14  | 7  | 27  |
| 11   | Highlanders | 13 | 4   | 0   | 9   | 254 | 269 | −15  | 10 | 26  |
| 12   | Lions       | 13 | 4   | 0   | 9   | 294 | 419 | −125 | 9  | 25  |
| 13   | Reds        | 13 | 3   | 0   | 10  | 258 | 380 | −122 | 7  | 19  |
| 14   | Cheetahs    | 13 | 2   | 0   | 11  | 213 | 341 | −128 | 3  | 11  |

## Fase final

### Semifinales
| 22 de mayo de 2009 | Chiefs | 14 – 10 | Hurricanes | Waikato Stadium, Hamilton, |  |

| 22 de mayo de 2009 | Bulls | 36 – 23 | Crusaders | Loftus Versfeld Stadium, Pretoria, |  |

### Final
| 30 de mayo de 2009 | Bulls | 61 – 17 | Chiefs | Loftus Versfeld Stadium, Pretoria, |  |
|                    |       |         |        | Asistencia: 55.000 espectadores    |  |

| Bandera de Sudáfrica |
| Campeón Bulls        |
| Segundo título       |